# Leonardo Nascimento de Araújo
Leonardo Nascimento de Araújo (* 5. září 1969 Niterói), známý jako Leonardo nebo Leonardo Araújo, je brazilský fotbalový trenér a bývalý profesionální fotbalista, který působí jako sportovní ředitel klubu Paris Saint-Germain FC.
Dříve hrál za národní výběr Brazílie, v jehož dresu vyhrál titul mistrů světa na Mistrovství světa ve fotbale 1994 konaném v USA a titul vicemistrů světa na Mistrovství světa ve fotbale 1998 ve Francii. V letech 2009-2010 trénoval konkurenční AC Milan. Jeho předchůdcem ve funkci trenéra FC Inter Milán byl Rafael Benítez, který byl z pozice hlavního trenéra uvolněn po dohodě s klubem.
Ve funkci sportovního ředitele Paris St. Germain napadl v květnu 2013 během utkání Ligue 1 proti Valenciennes (remíza 1:1) rozhodčího Alexandra Castra. Za to dostal devítiměsíční trest zákazu činnosti, proti kterému se odvolal, ale trest mu byl ještě zvýšen - na 13 měsíců.

## Přestupy
- z Paris Saint-Germain do AC Milán za 8 500 000 Eur
- z AC Milán do FC Sao Paulo zadarmo

## Hráčské Statistiky
| Sezóna          | Klub                | Liga             | Liga   | Liga | Ligové poháry | Ligové poháry | Ligové poháry | Kontinentální poháry | Kontinentální poháry | Kontinentální poháry | Celkem | Celkem |
| Sezóna          | Klub                | Soutěž           | Zápasy | Góly | Soutěž        | Zápasy        | Góly          | Soutěž               | Zápasy               | Góly                 | Zápasy | Góly   |
| --------------- | ------------------- | ---------------- | ------ | ---- | ------------- | ------------- | ------------- | -------------------- | -------------------- | -------------------- | ------ | ------ |
| 1987            | CR Flamengo         | Série A          | 18     | 0    | -             | 0             | 0             | -                    | 0                    | 0                    | 18     | 0      |
| 1988            | CR Flamengo         | CC+Série A       | 22+18  | 0    | -             | 0             | 0             | JAP                  | 3                    | 0                    | 43     | 0      |
| 1989            | CR Flamengo         | CC+Série A       | 20+16  | 1+0  | BP            | 8             | 0             | JAP                  | 1                    | 0                    | 45     | 1      |
| led.-červ. 1990 | CR Flamengo         | CC               | 21     | 0    | BP            | 4             | 3             | -                    | 0                    | 0                    | 25     | 3      |
| červ.-pro 1990  | São Paulo FC        | Série A          | 22     | 0    | -             | 0             | 0             | -                    | 0                    | 0                    | 22     | 0      |
| led.-čer. 1991  | São Paulo FC        | Série A          | 22     | 1    | -             | 0             | 0             | -                    | 0                    | 0                    | 22     | 1      |
| 1991/92         | Valencia CF         | Primera Division | 36     | 4    | ŠP            | 10            | 3             | -                    | 0                    | 0                    | 46     | 7      |
| 1992/93         | Valencia CF         | Primera Division | 34     | 3    | ŠP            | 4             | 0             | UEFA                 | 2                    | 0                    | 40     | 3      |
| červ.-pro. 1993 | São Paulo FC        | Série A          | 12     | 3    | -             | 0             | 0             | JAP+JAS+IP           | 4+1+1                | 2+0+0                | 17     | 5      |
| led.-čer. 1994  | São Paulo FC        | CP               | 23     | 9    | -             | 0             | 0             | JAS                  | 1                    | 1                    | 24     | 0      |
| červ.-pro. 1994 | Kashima Antlers     | J1 League        | 9      | 7    | JP            | 1             | 0             | -                    | 0                    | 0                    | 10     | 7      |
| 1995            | Kashima Antlers     | J1 League        | 28     | 17   | JP            | 3             | 1             | -                    | 0                    | 0                    | 31     | 18     |
| led.-čer. 1996  | Kashima Antlers     | J1 League        | 12     | 6    | JP            | 10            | 5             | -                    | 0                    | 0                    | 22     | 11     |
| 1996/97         | Paris Saint-Germain | Division 1       | 32     | 7    | FP            | 2             | 0             | PVP+ES               | 7+2                  | 3                    | 43     | 10     |
| 1997            | Paris Saint-Germain | Division 1       | 2      | 0    | -             | 0             | 0             | LM                   | 1                    | 0                    | 3      | 0      |
| 1997/98         | AC Milán            | Serie A          | 27     | 3    | IP            | 5             | 1             | -                    | 0                    | 0                    | 32     | 4      |
| 1998/99         | AC Milán            | Serie A          | 27     | 12   | IP            | 2             | 0             | -                    | 0                    | 0                    | 29     | 12     |
| 1999/00         | AC Milán            | Serie A          | 20     | 4    | IP+IS         | 1+0           | 1+0           | LM                   | 5                    | 1                    | 26     | 6      |
| 2000/01         | AC Milán            | Serie A          | 22     | 3    | IP            | 5             | 2             | LM                   | 5                    | 1                    | 32     | 6      |
| červ.-pro. 2001 | São Paulo FC        | Série A          | 13     | 0    | -             | 0             | 0             | JAP                  | 5                    | 0                    | 18     | 0      |
| led.-čer. 2002  | CR Flamengo         | CC               | 0      | 0    | -             | 0             | 0             | PO                   | 1                    | 0                    | 1      | 0      |
| 2002/03         | AC Milán            | Serie A          | 1      | 0    | IP            | 4             | 2             | -                    | 0                    | 0                    | 5      | 2      |
| Celkově         | Celkově             | Celkově          | 457    | 80   | -             | 59            | 18            | -                    | 39                   | 8                    | 555    | 106    |

## Úspěchy

### Klubové
- 1× vítěz provincie Paulista (1991)
- 1× vítěz brazilské ligy (1991)
- 2× vítěz Taça Guanabara (1988, 1989)
- 1× vítěz japonské ligy (1996)
- 1× vítěz italské ligy (1998/99)
- 1× vítěz brazilského poháru (1990)
- 1× vítěz italského poháru (2003)
- 1× vítěz interkontinentálního poháru (1993)
- 2× vítěz Recopa Sudamericana (1993, 1994)
- 1× vítěz Supercoppa Sudamericana (1993)

### Reprezentace
- 2× na MS (1994 - zlato, 1998 - stříbro)
- 2× na CA (1995 - stříbro, 1997 - zlato)
- 1× na Konfederačním poháru (1997 - zlato)
- 1× na MS 20 let (1989 - bronz)

### Individuální
- 1× All Stars Team ligy (1991)

## Trenérská statistika
| Sezóna  | Klub           | Liga      | Liga   | Liga  | Liga   | Liga   | Liga              | Ligové poháry | Ligové poháry | Ligové poháry | Ligové poháry | Ligové poháry | Ligové poháry | Kontinentální poháry | Kontinentální poháry | Kontinentální poháry | Kontinentální poháry | Kontinentální poháry | Kontinentální poháry | Celkem | Celkem | Celkem | Celkem |
| Sezóna  | Klub           | Soutěž    | Zápasy | Výhry | Remízy | Prohry | Umístění          | Soutěž        | Zápasy        | Výhry         | Remízy        | Prohry        | Úspěch        | Soutěž               | Zápasy               | Výhry                | Remízy               | Prohry               | Úspěch               | Zápasy | Výhry  | Remízy | Prohry |
| ------- | -------------- | --------- | ------ | ----- | ------ | ------ | ----------------- | ------------- | ------------- | ------------- | ------------- | ------------- | ------------- | -------------------- | -------------------- | -------------------- | -------------------- | -------------------- | -------------------- | ------ | ------ | ------ | ------ |
| 2009/10 | AC Milán       | Serie A   | 38     | 20    | 10     | 8      | Bronzová medaile  | IP            | 2             | 1             | 0             | 1             | -             | LM                   | 8                    | 2                    | 3                    | 3                    | Osmifinále           | 48     | 23     | 13     | 12     |
| 2010/11 | FC Inter Milán | Serie A   | 23     | 17    | 2      | 4      | nastoupil v led., | IP            | 5             | 3             | 2             | 0             |               | LM                   | 4                    | 1                    | 0                    | 3                    | -                    | 32     | 21     | 4      | 7      |
| 2017/18 | Antalyaspor    | Süper Lig | 8      | 2     | 1      | 5      | propuštěn v pro.  | TR            | 2             | 2             | 0             | 0             | -             | -                    | 0                    | 0                    | 0                    | 0                    | -                    | 10     | 4      | 1      | 5      |
| Celkově | Celkově        | Celkově   | 69     | 39    | 13     | 17     | -                 | -             | 8             | 5             | 2             | 1             | -             | -                    | 13                   | 4                    | 3                    | 6                    | -                    | 90     | 48     | 18     | 24     |

## Trenérské úspěchy
- 1× vítěz italského poháru (2010/11)